# Nicole Brüngger-Skoda
Nicole Brüngger-Skoda (* 1977 in Neftenbach) ist eine ehemalige Schweizer Eiskunstläuferin und Eislauftrainerin beim Winterthurer Schlittschuh-Club (WSC). Sie war Trainerin der ehemaligen Schweizer Meisterinnen Bettina Heim und Romy Bühler.

## Karriere
1992 wurde sie Schweizer Meisterin im Eiskunstlauf der Damen. Zwei Jahre danach belegte sie bei den Juniorenweltmeisterschaften 1994 den 16. Platz. Im Jahr 2000 wurde sie nochmals Dritte bei den Schweizer Meisterschaften hinter Sarah Meier und Kimena Brog-Meier. Bei den Eiskunstlauf-Weltmeisterschaften 2000 durfte sie dann als einzige Starterin ihr Land vertreten, belegte aber nur den 39. Platz und schied nach der Qualifikation aus.
Nach ihrer sportlichen Karriere machte sie sich als erfolgreiche Eislauftrainerin beim WSC einen Namen. Ihre Schützlinge, darunter auch die Schweizer Meisterinnen Bettina Heim und Romy Bühler, traten auch bei internationalen Wettbewerben an. Zu ihrem Trainerstab gehören bekannte Gesichter wie der siebenfache Schweizer Meister Patrick Meier, Christina Eicher und Eva Fehr, die langjährige Trainerin von Sarah Meier.

## Privat
Nicole Brüngger-Skoda hat Rechtswissenschaften an der Universität Zürich studiert. Sie ist zudem Geschäftsführerin der Stiftung Promovere. Nicole Skoda ist seit 2007 mit dem Handballtrainer Adrian Brüngger, dem Trainer von Pfadi Winterthur, verheiratet.